# Schoventheorie
De schoventheorie is een tak van de hogere wiskunde. Ze werd vanaf de jaren 1930 ontwikkeld ter ondersteuning van de cohomologie van variëteiten en vond later belangrijke toepassingen in de algebraïsche meetkunde. Centraal staat het begrip schoof, die aan de open verzamelingen van een topologische ruimte bepaalde algebraïsche structuren koppelt, bijvoorbeeld abelse groepen, ringen of modulen.
In de algebraïsche meetkunde is de onderliggende topologische ruimte een functiering {\displaystyle A} met de Zariski-topologie.

## Definitie
De volgende definitie van een (pre)schoof is voor abelse groepen. Voor andere categorieën van algebraïsche objecten zoals ringen, modulen enz. verloopt de definitie analoog, al moet telkens de juiste soort morfismen gehanteerd worden.
Een preschoof {\displaystyle {\mathcal {F}}} van abelse groepen bestaat uit een topologische ruimte {\displaystyle (X,{\mathcal {T}})} en, voor elke open deelverzameling {\displaystyle U} van {\displaystyle X,} een abelse groep {\displaystyle {\mathcal {F}}(U)} en, voor ieder paar open verzamelingen {\displaystyle V\subset U}, een groepshomomorfisme, restrictie genaamd:
{\displaystyle \rho _{UV}:{\mathcal {F}}(U)\to {\mathcal {F}}(V)}
zodat aan de volgende eigenschappen is voldaan:
1. {\displaystyle {\mathcal {F}}(\emptyset )} is de triviale groep {\displaystyle \{0\}}
2. {\displaystyle \rho _{UU}} is de identieke transformatie van {\displaystyle {\mathcal {F}}(U)}
3. als {\displaystyle W\subset V\subset U}, dan is {\displaystyle \rho _{UW}=\rho _{VW}\circ \rho _{UV}}

De elementen van {\displaystyle {\mathcal {F}}(U)} heten de secties van de schoof over {\displaystyle U.}
De werking van de restrictie van {\displaystyle U} tot {\displaystyle V} op een sectie {\displaystyle s} van {\displaystyle {\mathcal {F}}(U)} wordt soms genoteerd als een restrictie van een functie in de verzamelingenleer:
{\displaystyle \rho _{UV}(s)=s|_{V}}
Een schoof is een preschoof die bovendien aan de volgende voorwaarden voldoet:
4. als {\displaystyle \{V_{i}\}_{i}} een open overdekking is van een open verzameling {\displaystyle U}, en {\displaystyle s\in {\mathcal {F}}(U)} heeft de eigenschap {\displaystyle s|_{V_{i}}=0} voor alle {\displaystyle i}, dan is {\displaystyle s=0}
5. als {\displaystyle \{V_{i}\}_{i}} een open overdekking is van een open verzameling {\displaystyle U,} en we hebben elementen {\displaystyle s_{i}} in {\displaystyle {\mathcal {F}}(V_{i})} voor elke {\displaystyle i} die onderling compatibel zijn:
{\displaystyle \forall i,j:s_{i}|_{V_{i}\cap V_{j}}=s_{j}|_{V_{i}\cap V_{j}},}
dan bestaat er een {\displaystyle s\in {\mathcal {F}}(U)} zodat telkens {\displaystyle s|_{V_{i}}=s_{i}}

## Voorbeelden
- Zij {\displaystyle X} een willekeurige topologische ruimte. Beschouw voor elke open verzameling {\displaystyle U} in {\displaystyle X} de verzameling {\displaystyle {\mathcal {F}}(U)} der continue, reëelwaardige functies op {\displaystyle U} met de puntsgewijze optelling als abelse groepsbewerking. Neem als restrictie-homomorfisme tussen {\displaystyle U} en een open deelverzameling {\displaystyle V} de gewone restrictie van functies tot een deelverzameling van hun domein. Men gaat gemakkelijk na dat deze structuur aan alle vijf de voorwaarden van een schoof voldoet.

- Zij {\displaystyle X} de verzameling der complexe getallen met de gebruikelijke topologie (of algemener, een Riemann-oppervlak of een hogerdimensionale complexe analytische variëteit). De holomorfe functies op open deelverzamelingen van {\displaystyle X}, met de gewone restrictie van functies, vormen een schoof.

- Zij {\displaystyle X} een willekeurige topologische ruimte, en {\displaystyle A} een willekeurige abelse groep. Associeer met iedere niet-lege deelverzameling {\displaystyle U} van {\displaystyle X} de groep {\displaystyle A} zelf, en neem als restrictie-afbeelding steeds de identieke transformatie. Deze structuur voldoet aan de voorwaarden van een preschoof en heet de constante preschoof geassocieerd met {\displaystyle A} op {\displaystyle X.}

De constante preschoof voldoet in het algemeen niet aan de laatste voorwaarde voor een schoof. Als {\displaystyle U} en {\displaystyle V} disjuncte open delen zijn van {\displaystyle X,} en {\displaystyle a} en {\displaystyle b} zijn verschillende elementen van {\displaystyle A,} dan bevat de abelse groep die met de vereniging van {\displaystyle U} en {\displaystyle V} geassocieerd is (een kopie van {\displaystyle A}) geen enkel element waarvan de restrictie (de identiteit) zowel  {\displaystyle a} als  {\displaystyle b} is.

## Verwante begrippen

### Staak
De staak van een punt {\displaystyle p} van {\displaystyle X} bestaat uit alle kiemen van secties over omgevingen van {\displaystyle p,} dat wil zeggen alle equivalentieklassen van  koppels {\displaystyle (V,s)} waar {\displaystyle V} een omgeving is van {\displaystyle p,} en {\displaystyle s} een sectie over {\displaystyle V.} Twee koppels {\displaystyle (V,s)} en {\displaystyle (W,t)} heten equivalent als de restricties van {\displaystyle s} en {\displaystyle t} tot de doorsnede van {\displaystyle V} en {\displaystyle W,} dezelfde sectie over die doorsnede oplevert. De staak van {\displaystyle p} is op natuurlijke wijze een abelse groep.

### Morfisme van schoven
Een morfisme tussen twee schoven {\displaystyle {\mathcal {F}}} en {\displaystyle {\mathcal {G}}} op eenzelfde topologische ruimte {\displaystyle X} associeert met elke open verzameling {\displaystyle U} een groepshomomorfisme
{\displaystyle \varphi _{U}:{\mathcal {F}}(U)\to {\mathcal {G}}(U)}
op een zodanige wijze dat de samenstelling met de restrictie-morfismen "goed" verloopt:
{\displaystyle \varphi _{V}\circ \rho _{{\mathcal {F}},UV}=\rho _{{\mathcal {G}},UV}\circ \varphi _{U}:{\mathcal {F}}(U)\to {\mathcal {G}}(V)}
Morfismen {\displaystyle {\mathcal {F}}\to {\mathcal {G}}\to {\mathcal {H}}} kunnen worden samengesteld. Het identieke morfisme associeert met elke open verzameling het identieke groepshomomorfisme. Een isomorfisme is een morfisme dat een inverse heeft.